# فضل‌علی هدی
فضل‌علی هدی نماینده اردبیل در مجلس شورای ملی بود.
او از مخالفان محمد مصدق و از جمله نمایندگانی بود که قبل از کودتای ۲۸ مرداد علیه دیوان محاسبات، ذی‌حساب وزارت کشور و فرماندار تهران اعلام جرم کرد. او همچنین به مخالفت با همه‌پرسی انحلال مجلس شورای ملی در سال ۱۳۳۲ پرداخت.